# 约瑟夫·哈尔佩
约瑟夫·哈尔佩（德语：Josef Harpe，1887年9月21日—1968年3月14日），第二次世界大战纳粹德国将领，1909年入伍，曾参与第一次世界大战，战后前往苏联喀山的喀马坦克学校任职。苏德战争布罗德战役和维斯瓦河-奥德河攻势，后指挥西线作战。战后被美国人逮捕，1948年获释。
| 军职                              | 军职                                                                          | 军职                           |
| --------------------------------- | ----------------------------------------------------------------------------- | ------------------------------ |
| 前任： 保罗·巴德中尉              | 第2步兵师師長 1940年10月5日 – 1941年1月10日                                   | 繼任： 第12装甲师              |
| 前任： 第2步兵师                  | 第12装甲师師長 1941年1月10日 – 1942年1月15日                                  | 繼任： 沃尔特·韦塞尔中將       |
| 前任： 瓦尔特·莫德尔裝甲兵上將    | 第41军司令 1942年7月更名为第41装甲军 1942年1月15日 – 1943年10月15日           | 繼任： 赫尔穆特·魏德林炮兵上將 |
| 前任： 瓦尔特·莫德尔元帥          | 第9集团军司令 1943年11月4日 – 1944年5月19日                                   | 繼任： 汉斯·約旦大將           |
| 前任： 埃哈德·勞斯大將            | 第4装甲集团军司令 1944年5月18日 – 1944年6月28日                               | 繼任： 瓦爾特·內林裝甲兵上將   |
| 前任： 瓦尔特·莫德尔元帥          | 北乌克兰集团军群指挥官 1944年9月更名为A集团军群 1944年8月16日 – 1945年1月17日 | 繼任： 費迪南·舍爾納大將       |
| 前任： 哈索·冯·曼托菲尔裝甲兵上將 | 第5装甲集团军司令 1945年3月8日 – 1945年4月17日                                | 繼任： 无                      |